# کیم یاسودا
کیم ترو یاسودا (انگلیسی: Kim Teru Yasuda؛ زاده ۱۹۶۰) یک هنرمند آمریکایی است که به‌دلیل پروژه‌ها و ساخت مجسمه‌های هنری عمومی که مضامین حافظه جمعی، هویت و تعامل اجتماعی را در فضاهای عمومی نشان می‌دهد، شناخته می‌شود.

## فعالیت‌ها
یاسودا متولد اوکلند در ایالت کالیفرنیا می‌باشد. او استاد تمرین بخش هنر دانشگاه کالیفرنیای جنوبی در سانتا باربارا است و پیش‌تر به‌عنوان مدیر مؤسسه تحقیقات هنرهای این دانشگاه مشغول به‌کار بوده‌است. او در سال ۱۹۸۳ مدرک کارشناسی خود را از دانشگاه ایالتی سن‌خوزه و کارشناسی ارشد خود را در سال ۱۹۸۸ از دانشگاه کالیفرنیای جنوبی دریافت نموده‌است.
یاسودا بورسیه‌ها و جوایزی را از بنیاد ملی هنر، بنیاد جوآن میچل و بنیاد زن ناشناس دریافت کرده‌است. آثار او در موزه هنرهای معاصر نیویورک، موزه هنر آمریکایی اسمیتسونین در واشینگتن دی سی، موزه هنر اوکلند در کالیفرنیا و گالری کمرا ورک لندن به نمایش گذاشته شده‌است.
یاسودا از اداره حمل و نقل متروپولیتن لس آنجلس و همچنین شهرهای سنت لوئیس، سن خوزه و هالیوود سفارش‌هایی برای ساخت آثار هنری در فضاهای عمومی دریافت کرده‌است. او از عناصر رسانه‌ای مختلفی در کار خود استفاده می‌کند، از جمله نور، که از آن برای نشان دادن خاطره یا تصویری از منظره‌ها استفاده کرده‌است.
تمرین‌ها و شیوه تدریس هنری او مشارکتی است و دانشجویانش را مستقیماً با اجتماعات و مکان‌های عمومی که پروژه‌های هنری در آن‌ها یافت می‌شود درگیر می‌کند. در سال ۲۰۰۸ یاسودا مجله WORD را تأسیس کرد؛ یک مجله هنری و فرهنگی که توسط شاگردانش در دانشگاه کالیفرنیا و بخش «هنرهای آیلا ویستا» در این دانشگاه اداره می‌شود. بخش «هنرهای آیلا ویستا» برای بازتعریف تصورات نادرست از واقعه آیلا ویستا پس از قتل‌های آیلا ویستا در سال ۲۰۱۴، شکل گرفت.